# Bestuurslagen per land

Staatkundige kaart van de wereld in 2020

In dit overzicht van de bestuurslagen per land zijn van alle landen (algemeen erkende en niet algemeen erkende landen en niet-onafhankelijke gebieden) de bestuurslagen opgenomen.
Dit overzicht is verdeeld in zes overzichten, een per werelddeel. De overzichten zijn verdeeld in Afrika, Australië en Oceanië, Azië, Europa, Noord- en Midden-Amerika en Zuid-Amerika. Antarctica is ondanks de territoriale claims niet bestuurlijk ingedeeld en heeft geen bestuurslagen.

## Uitleg
Per land en gebied wordt iedere bestuurslaag vermeld. Onder een bestuurslaag wordt verstaan een territoriaal onderdeel van een land waar regels vastgesteld en/of beslissingen worden genomen over bepaalde gebieden en/of hun bewoners. Dat betekent dat de organen van een bestuurslaag hetzij regelgevende hetzij uitvoerende bevoegdheden hebben en vaak beschikken over eigen begrotingen. Bestuurlijke indelingen die louter administratief zijn of van statistische aard zijn daarom niet opgenomen. Evenmin zijn vrijwillige samenwerkingsverbanden van bestuurslagen opgenomen.

Indien een bestuurslaag louter gedeconcentreerde bevoegdheden wordt deze wel vermeld en daarbij cursief weergegeven.

Indien een deel van een land niet onder controle is van de centrale overheid wordt dat vermeld in een noot.

Indien een land afhankelijke gebieden heeft (in welke vorm dan ook), wordt daar bij het land naar verwezen.

### Gebruikte kleuren
| bestuurslaag op federaal of centraal niveau                                                          |
| bestuurslaag op deelstaatsniveau, inclusief autonome deelstaten                                      |
| bestuurslaag op regioniveau                                                                          |
| bestuurslaag op subregioniveau                                                                       |
| bestuurslaag op subsubregioniveau of interlokaal niveau                                              |
| bestuurslaag op lokaal niveau                                                                        |
| bestuurslaag op sublokaal niveau                                                                     |
| relatie tussen land en afhankelijk gebied                                                            |
| bestuurslaag met uitsluitend gedeconcentreerde rol hebben de kleur van de laag waar zij toe behoort. |

## Opgenomen landen
Opgenomen zijn de 206 feitelijk onafhankelijke staten, dat wil zeggen de 196 internationaal erkende onafhankelijke staten (de 193 leden van de Verenigde Naties plus Palestina en Vaticaanstad, die beide een waarnemersstatus hebben bij de VN, en Kosovo, al deze staten worden door een meerderheid van de landen van de Verenigde Naties erkend als onafhankelijk) en 10 landen die door geen of een kleiner aantal leden van de Verenigde Naties worden erkend.
Niet alle landen hebben een eigen staatshoofd, maar delen als commonwealth realms het staatshoofd.De commonwealth realms zijn Antigua en Barbuda, Australië, Bahama's, Barbados, Belize, Canada, Grenada, Jamaica, Nieuw-Zeeland, Papoea-Nieuw-Guinea, Saint Kitts en Nevis, Saint Lucia, Saint Vincent en de Grenadines, Salomonseilanden, Tuvalu en het Verenigd Koninkrijk.

Een deel van de landen heeft een federaal karakter en bestaat uit deelstaten en eventueel andere gebieden.

Naast deze landen is ook een aantal afhankelijke gebieden en autonome gebieden verwerkt in het overzicht. Afhankelijke gebieden zijn gebieden die geen integraal onderdeel zijn van een land, maar zelf ook niet onafhankelijk zijn. Daarnaast zijn er overzeese gebieden die volledig deel uitmaken van het moederland, deze zijn verwerkt in het overzicht van het moederland en zijn opgenomen als een verwijzing naar het moederland. Daarnaast zijn er nog een aantal gebieden die officieel geen afhankelijke gebieden zijn, maar vanwege hun bijzondere status toch vaak als zodanig beschouwd worden. Deze zijn op dezelfde manier verwerkt. Een aantal landen (Argentinië, Australië, Chili, Frankrijk, Nieuw-Zeeland, Noorwegen en het Verenigd Koninkrijk) hebben een deel van Antarctica geclaimd. Op basis van het Antarctisch Verdrag worden deze claims internationaal echter niet erkend.
Ten slotte zijn de supranationale Europese Unie, het niemandsland Bir Tawil en het condominium Abyei opgenomen.